# Bad Nieuweschans

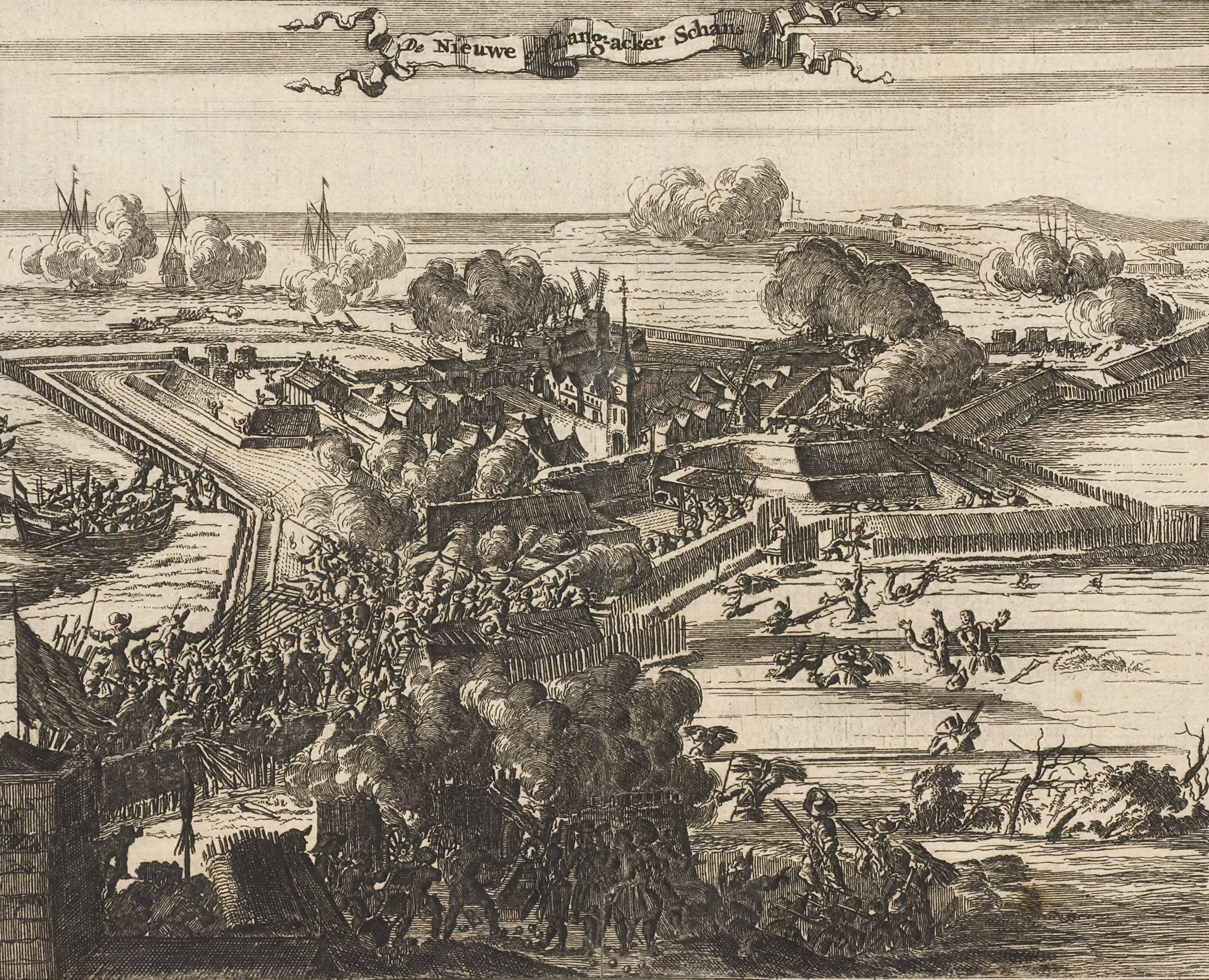
Belegering van de Langacker- of Nieuweschans (prent uit 1675)

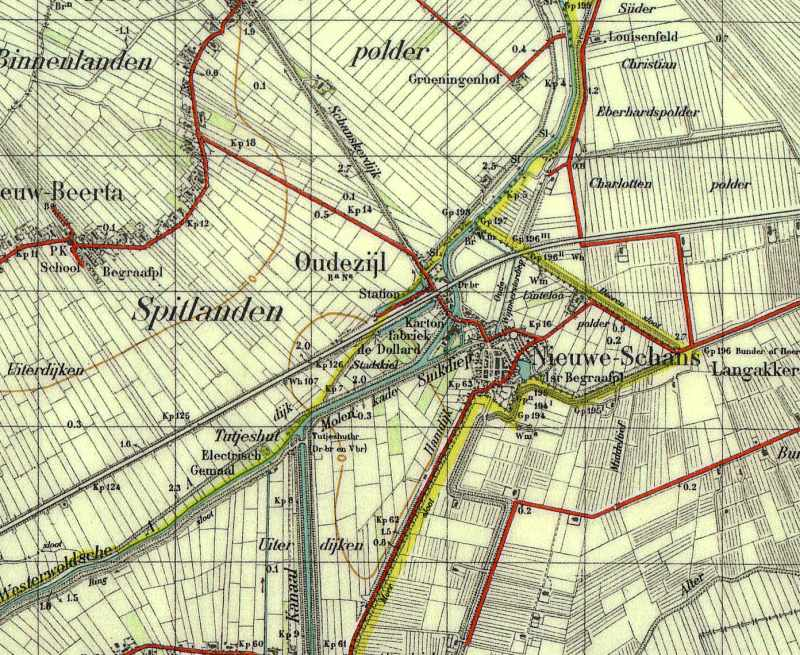
Nieuwe-Schans op topografische kaart van 1933

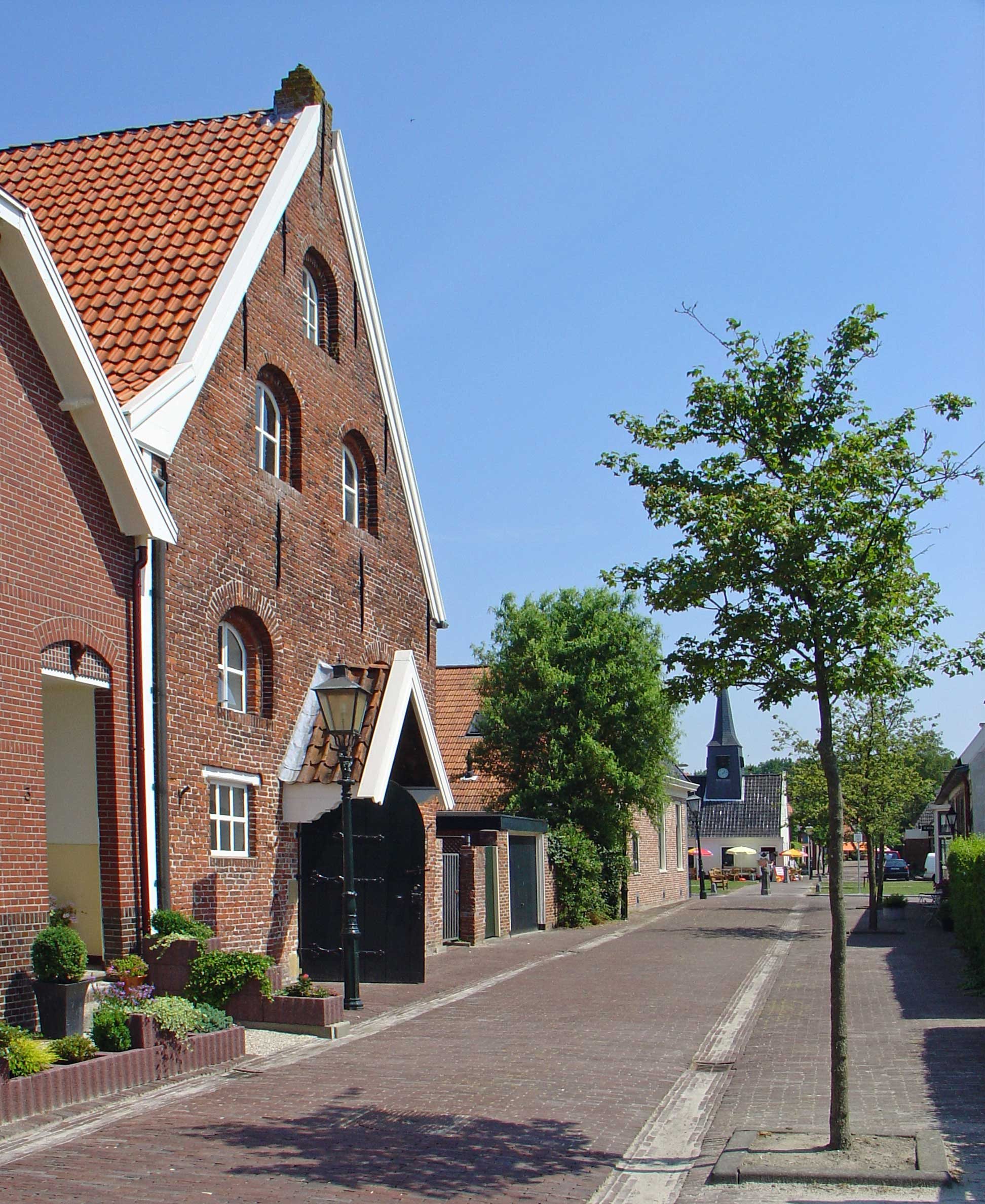
Garnizoenskerk van Nieuweschans (met op de achtergrond "de Hoofdwacht")

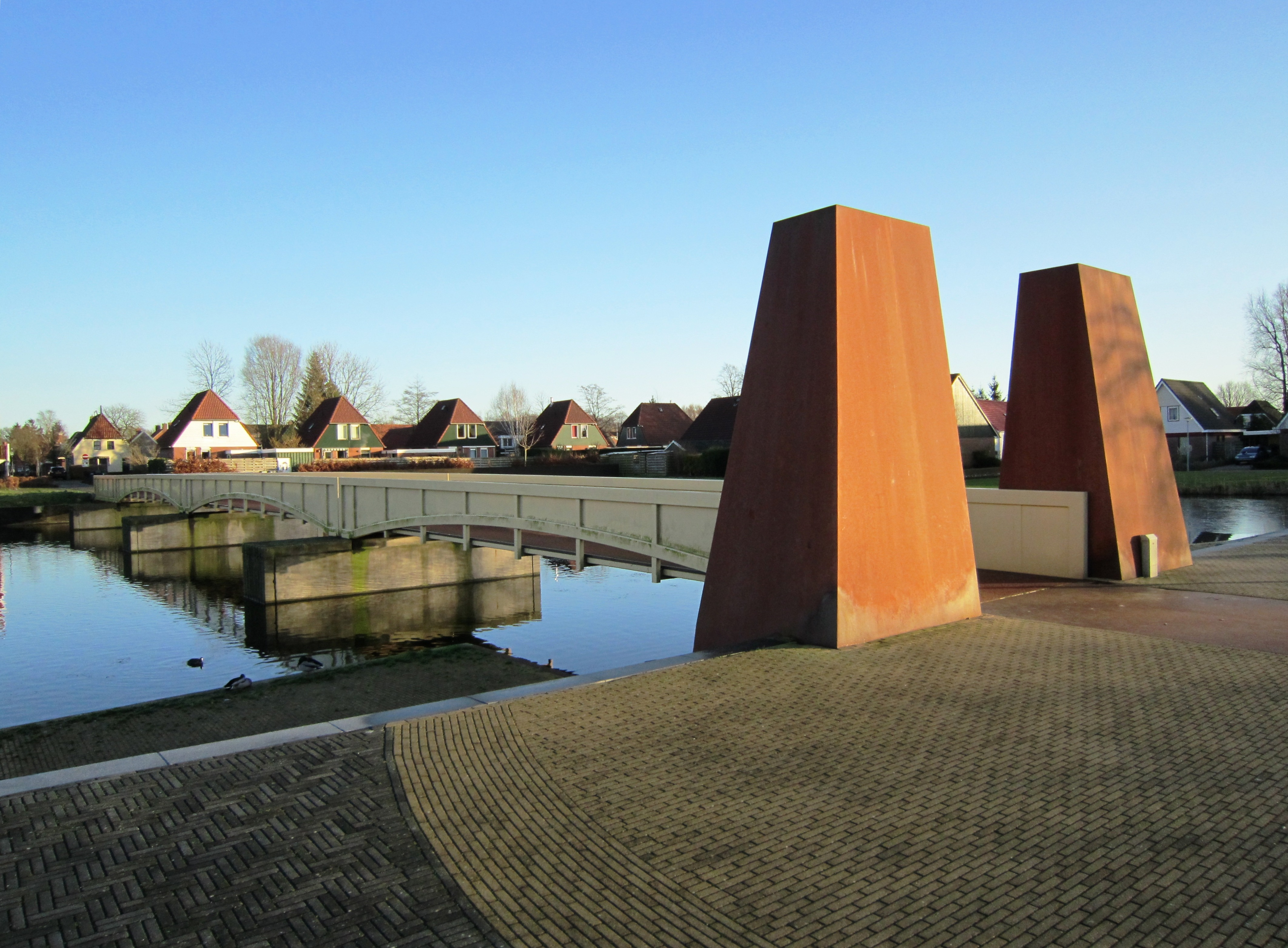
Reconstructie vesting Nieuweschans met brug

Oude locomotiefloods

Bad Nieuweschans (Gronings: (Nij-) Schanze of Nij-Schans; Duits: Bad Neuschanz), tot maart 2009 officieel Nieuweschans en daarvoor Langeakkerschans geheten, is een grensplaats en kuuroord in de gemeente Oldambt in de Nederlandse provincie Groningen. Het is de oostelijkst gelegen plaats van Nederland en tevens de noordelijkst gelegen grensplaats. Tot 1990 vormde Nieuweschans een aparte gemeente, daarna behoorde het tot 2010 bij de gemeente Reiderland. Op 1 januari 2023 telde Nieuweschans 1.285 inwoners.
Vanwege de vele historische gebouwen is het dorp in augustus 1974 aangewezen als beschermd dorpsgezicht.

## Geschiedenis
Door overstromingen zijn in de vijftiende en zestiende eeuw grote stukken land door de Dollard verzwolgen. Vanaf die tijd werd door zowel actieve inpoldering als natuurlijke aanslibbing de zee teruggedrongen. Hierdoor werd ook het strategisch belangrijke grensgebied uitgebreid. De Nieuwe- of Langeakkerschans werd aangelegd in 1628, ten tijde van de Tachtigjarige Oorlog, toen de plaats nog aan de Dollard lag. Voor de bouw van de vesting koos men een hoge kwelder die bekendstond als Lietsland, vermoedelijk genoemd naar een riviertje Lethe dat hier vanuit het achterland bij Bellingwolde naar zee stroomde. De vesting werd Langakkerschans genoemd, naar de langgerekte akkers op de kwelder.
De schans werd ontworpen door ingenieur Matthijs van Voort. Ze kreeg de vorm van een regelmatige vijfhoek met bastions, omgeven door wallen en een gracht. Binnen de schans werd een regelmatig stratenpatroon aangelegd, met in het midden een exercitieterrein. Ten noorden werd een sluis aangelegd om het gebied onder water te kunnen zetten (inundatie).
In juli 1672 werd de schans ingenomen door Christoph Bernhard von Galen. De Staatse troepen waren destijds elders gelegerd. Na een aantal maanden van belegering werd de schans begin 1673 van drie zijden ingesloten door Carl von Rabenhaupt. Om de voortgaande bevoorrading via de Eems te stoppen liet Von Rabenhaupt aldaar een oorlogsschip plaatsen om dergelijke schepen op te kunnen brengen. Von Galen slaagde er niet in om versterkingen te sturen, waarop de schans op 22 juli 1673 werd heroverd door Von Rabenhaupt.
In de 17e en 18e eeuw werd de vesting nog versterkt en uitgebreid.
Door inpolderingen kwam de schans steeds verder landinwaarts te liggen en verloor hij zijn functie. In 1815 vertrok het Nederlandse garnizoen en in 1870 werd bij Koninklijk besluit bepaald dat Nieuwe Schans geen vesting meer was. In 1882 werden de vestingwerken geslecht en de grachten gedempt. Na aanleg de hoofdweg naar Duitsland in 1845 en de spoorlijn Harlingen - Nieuwe Schans in 1868 brak een tijdperk van welvaart door industrialisatie aan. Er vestigden zich meerdere grote bedrijven die gerelateerd waren aan de landbouw. De  "Coöperatieve Stroocartonfabriek De Dollard" (sinds 1989 Kappa Triton, nu Solidus Solutions) opende zijn poorten in 1888.
Tijdens de Tweede Wereldoorlog reden de treinen vanuit Kamp Westerbork onderweg naar vernietigingskampen (vooral in Polen) langs Nieuweschans, waarbij de treinen tot Nieuweschans onder supervisie van de nazi's bemand waren door Nederlands spoorwegpersoneel. De rest van de reis reed de trein met een Duitse bemanning.
Per 1 augustus 1963 werd de gemeente Nieuweschans (en daarmee Nederland) een stukje groter door de annexatie van een stukje Duitsland ten behoeve van de aanleg van een nieuwe weg en grenspost ten zuiden van de dorpskern (de huidige A7). Om dit mogelijk te maken werd ook de loop van het Wijmeersterdiep (Wymeerer Sieltief) omgelegd.
Het verdrag hiervoor werd op 8 april 1960 in Den Haag gesloten en ondertekend door de heren Luns en Van Houten namens het Koninkrijk der Nederlanden en de heren Von Brentano en Lahr namens de Bondsrepubliek Duitsland.  
In de jaren 1970 is men begonnen met de reconstructie van de vesting. In 1985 werd het kuuroord Fontana (nu  Thermenbad Nieuweschans geopend nadat zout, mineraalrijk bronwater was ontdekt op 630 meter diepte. Dit kuurcentrum trok in 2016 ongeveer 210.000 bezoekers. Op 12 november stemde een grote meerderheid van de gemeenteraad van Reiderland in met de naamsverandering tot Bad Nieuweschans. Dit werd op 1 april 2009 bekrachtigd door het Ministerie van Binnenlandse Zaken. De toevoeging 'Bad' (van het Oudhoogduitse 'bad' voor "warm baden") moet de komst bevorderen van meer ondernemingen en activiteiten gericht op zorg- en wellness-toerisme.

## Economie en vervoer
In Bad Nieuweschans is een kartonfabriek gevestigd van Solidus Solutions Board bv. De fabriek is ontstaan in 1888 als de Strokartonfabriek De Dollard, maar sinds 1975 wordt oud papier als grondstof gebruikt. Het bedrijf biedt werk aan circa 150 medewerkers.
Thermen Bad Nieuweschans herbergt thermale (bronnen)baden, sauna's en andere wellnessfaciliteiten en trekt jaarlijks meer dan 200.000 bezoekers. Het bedrijf biedt werk aan circa 200 medewerkers.
Het station Bad Nieuweschans ligt feitelijk in Oudezijl, een buurtschap die aan de noordkant van de Westerwoldse Aa ligt. Oudezijl wordt tot Bad Nieuweschans gerekend. Hamdijk en Booneschans zijn buurtschappen ten zuiden van Bad Nieuweschans.
De A7 vanuit de stad Groningen sluit hier aan op de A280 bij Bunde in Duitsland. In 2002 is de spoorlijn Nieuweschans – Leer (Oost-Friesland), die voor modernisering enkele jaren gesloten was geweest, heropend. Eind 2015 is deze spoorlijn door een aanvaring met een brug over Eems bij Weener weer buiten gebruik gesteld. Herstel gaat vermoedelijk tot 2030 duren.
Te water is Bad Nieuweschans bereikbaar via de Westerwoldse Aa en het B.L. Tijdenskanaal dat even ten zuiden van het dorp uitmondt in de eerst genoemde waterweg. Beide kanalen zijn in gebruik bij de pleziervaart. De Westerwoldse Aa verbindt Bad Nieuweschans via de Dollard en de Eems met de Waddenzee.

## Bezienswaardigheden
- De Hoofdwacht dateert uit 1631 en bevindt zich aan de Voorstraat. Verder is er ook een aantal monumentale woonhuizen aanwezig.
- De oude remise is een voormalige locomotiefloods uit 1876, die als zodanig nog goed herkenbaar is. Tot 2016 waren er het Grand Café en Culturele Pleisterplaats 'De Oude Remise', een toeristisch informatiepunt en een archeologisch informatiepunt ondergebracht. Later kwam er 'De Graanrepubliek', waar aandacht is voor graan en graan gerelateerde streekproducten.
- De Nederlands-hervormde Garnizoenskerk van Bad Nieuweschans dateert uit 1751 en was ooit in gebruik als garnizoenskerk.
- Ook zijn de oude synagoge en de Joodse begraafplaats nog aanwezig.
- Voorts is in Bad Nieuweschans het Vestingmuseum gevestigd aan de 1e Kanonnierstraat 2.
- Aan de Molenstraat 5 bevindt zich de voormalige marechausseekazerne. Hier zijn onder andere een expositieruimte, een atelier en B&B gevestigd.
- Bad Nieuweschans telt 47 rijksmonumenten.

## Landschap rond Bad Nieuweschans
Bad Nieuweschans ligt in polderland dat ontstaan is door landaanwinning in de Dollard. De kwelders van de Dollard slibden hoog op en konden na verloop van tijd worden ingedijkt. Bad Nieuweschans ligt op een knooppunt van dijken van verschillende polders:
- Het Bunderneuland (D), ingedijkt in 1605, ten zuidoosten van het dorp
- De Uiterdijken, ingedijkt in 1657, ten westen van het dorp
- De Linteloopolder en de Charlottenpolder (D), ingedijkt in 1682, ten noordoosten van het dorp
- De Kroonpolder, ingedijkt in 1696, ten noordwesten van het dorp
- De Süder-Christian-Eberhards-Polder (D), ingedijkt in 1708, ten noordoosten van het dorp.

De polders bestaan grotendeels uit grootschalig akkerland. Daarnaast is er ook bos- en natuurgebied in de omgeving van Bad Nieuweschans.
Ten westen van Bad Nieuweschans, tussen de A7 en de spoorlijn, ligt het Nieuweschanskerbos, ten zuiden daarvan, tussen de Westerwoldse Aa en de A7, liggen de A-dijken, en ten zuiden daarvan, ten oosten van het B.L. Tijdenskanaal en de rijksgrens, ligt het Bos op Houwingaham. Deze natuurgebieden liggen in de ecologische hoofdstructuur van Nederland. Al deze bos- en natuurgebieden zijn eigendom van Staatsbosbeheer.

## Bevolkingsloop
Bad Nieuweschans was als grensplaats en vestingdorp sterk afhankelijk van de economie rondom de grens. Het inwonertal bereikte in 1960 haar hoogtepunt met ruim 2000 inwoners, en in 2020 haar dieptepunt met 1385 inwoners. Tegenwoordig schommelt het aantal inwoners rond de 1400.
- 1960 - 2.007 inwoners
- 1975 - 1.809 inwoners
- 1980 - 1.852 inwoners
- 1985 - 1.847 inwoners
- 1990 - 1.684 inwoners
- 1995 - 1.661 inwoners
- 2000 - 1.570 inwoners
- 2005 - 1.470 inwoners
- 2010 - 1.440 inwoners
- 2015 - 1.425 inwoners
- 2017 - 1.450 inwoners
- 2018 - 1.425 inwoners
- 2019 - 1.407 inwoners
- 2020 - 1.385 inwoners
- 2021 - 1.389 inwoners
- 2022 - 1.364 inwoners
- 2023 - 1.349 inwoners

NB: inwonertal is totaal van Bad Nieuweschans en Oudezijl.

## Gemeente Nieuweschans (1808-1989)
Tot 1 januari 1990 was Nieuweschans een zelfstandige gemeente, waartoe naast de hoofdplaats Nieuweschans ook de buurtschap Hamdijk behoorde.

## Sport en recreatie
Twee landelijke fietsroutes beginnen of eindigen in Bad Nieuweschans. Dat zijn de LF 9 NAP-route en de LF 10 Waddenzeeroute. De recreatieve fietsroute de internationale Dollardroute passeert Bad Nieuweschans eveneens.
Door Bad Nieuweschans loopt ook de Europese wandelroute E9 (kustroute van Portugal naar Baltische staten), ter plaatse ook Noordzeepad of Wad- en Wierdenpad geheten.

## Geboren
- Pieter Rembt Sickinghe (1743-1821), jonkheer, politicus en rechter, drost van Hunsingo, president van de Ridderschap der Provincie Groningen
- Samuel Juda Oppenheim (1788-1873), koopman en vooraanstaand lid van de joodse gemeenschap
- Reinder Albertus "Rynie" Wolters (1842-1917), honkballer. Hij was de eerste Nederlander die uitkwam in de Amerikaanse Major League.
- Klaas Visker (1899-1985), architect

## Trivia
In Bad Nieuweschans ligt het meest oostelijke punt van Nederland.